# Andrei Mureșanu
Andrei Mureșanu, scris și Mureșianu, (n. 16 noiembrie 1816, Bistrița – d. 12 octombrie 1863, Brașov) a fost un poet și revoluționar român din Transilvania, 1848. Născut în familia unui mic întreprinzător greco-catolic, a studiat filosofia și teologia la Blaj, lucrând apoi ca profesor la Brașov, începând cu 1838. A început să publice poezie în revista Foaie pentru minte, inimă și literatură. S-a numărat între conducătorii Revoluției din 1848, ca membru în delegația Brașovului la Adunarea de la Blaj, în mai 1848. Poemul său Un răsunet, scris la Brașov pe melodia anonimă a unui vechi imn religios (Din sânul maicii mele), poem denumit ulterior Deșteaptă-te, române!, a devenit imn revoluționar - fiind numit de Nicolae Bălcescu „Marseilleza românilor”. În 1990 Deșteaptă-te, române! a devenit imnul de stat al României. După Revoluția de la 1848 Mureșanu a muncit ca traducător la Sibiu și a publicat în revista Telegraful Român, operele sale având tentă patriotică și de protest social. Andrei Mureșanu este și cel care a tradus în limba română imnul Imperial Habsburgic. În 1862 poeziile sale au fost adunate într-un volum. Având sănătatea precară, a murit în 1863 la Brașov.

## Biografie

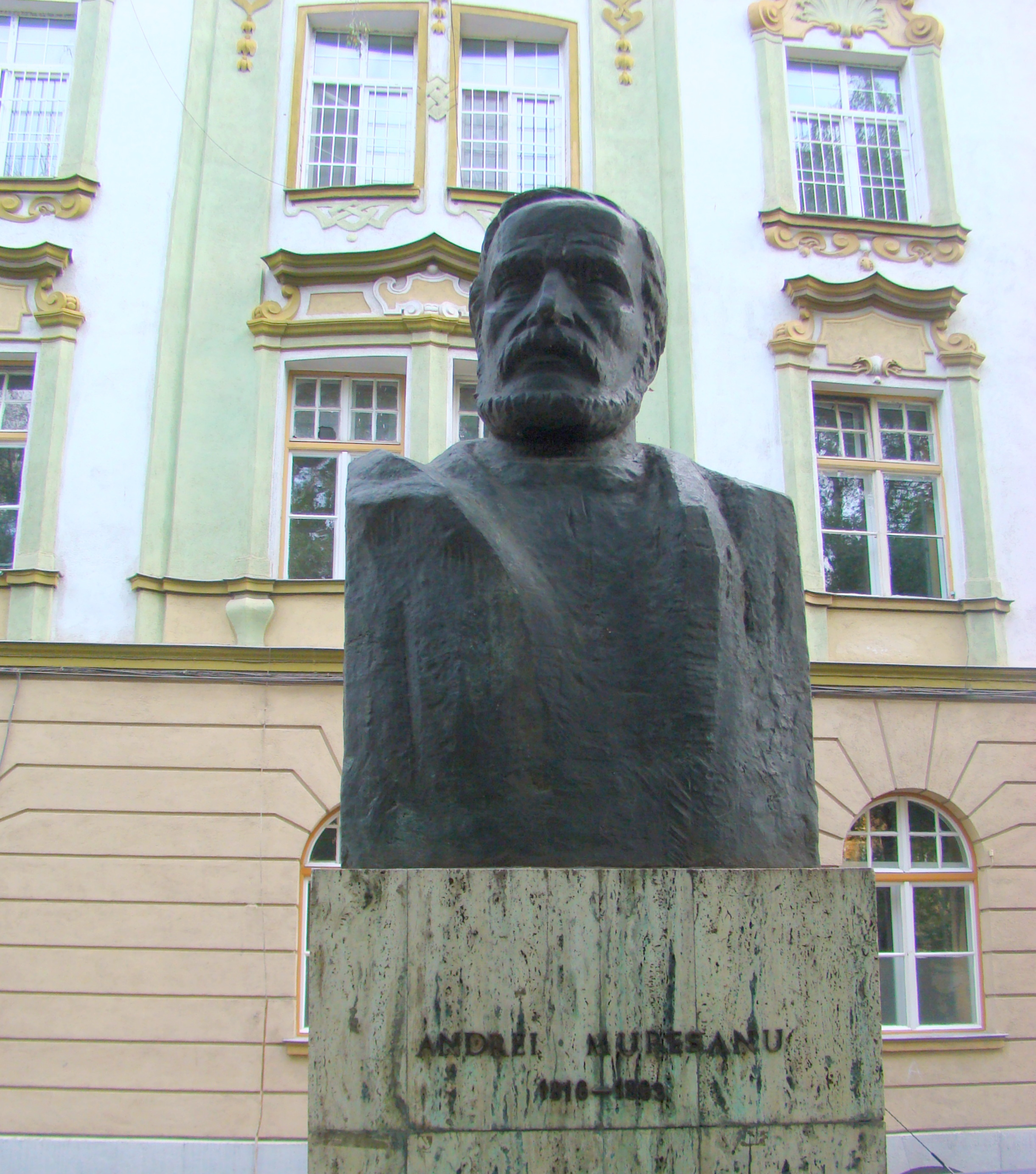
Bustul lui Andrei Mureșanu din Parcul Astra din Sibiu, realizat de Gyenge Imre.

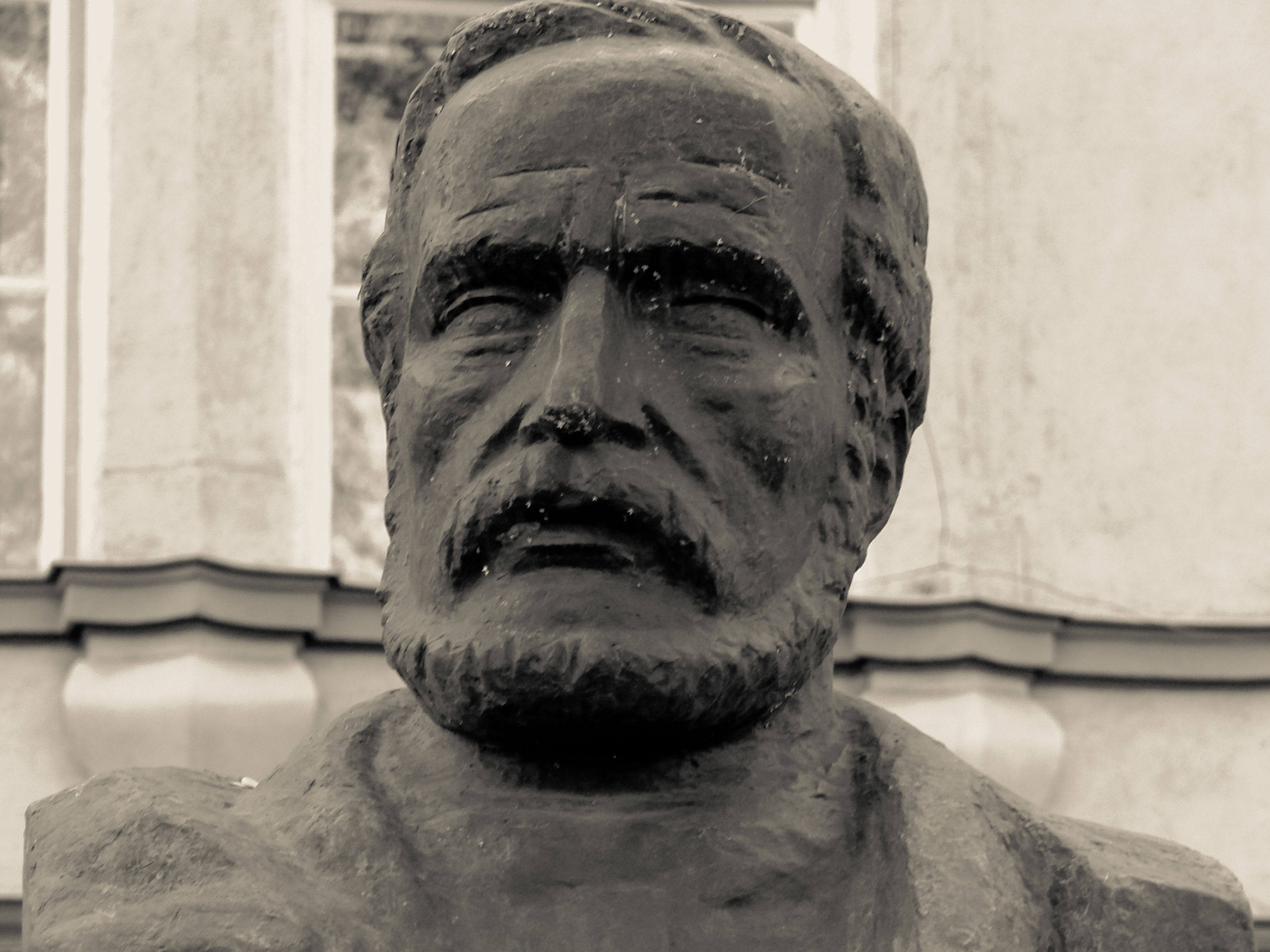
Detaliu

Andrei Mureșanu s-a născut în orașul Bistrița în familia unui arendaș. Tatăl, Teodor, ținea în arendă, la Bistrița, o moară de argăsit scoarță, care abia asigura existența familiei relativ numeroase: soția și trei copii. Casa în care locuiau era compusă dintr-o singură chilie ceva mai largă, și o tindă. Câțiva ani după nașterea lui Andrei Mureșanu, tatăl său a murit strivit de un car de argăseală. Întreaga greutate a întreținerii celor trei copii mici rămâne în seama mamei. Frații mai mari ai poetului, din cauza greutăților materiale, nu au putut urma la școli mai înalte, pentru a se califica într-o profesie intelectuală. Unul a ajuns cântăreț bisericesc, altul morar, ca și tatăl. Singur Andrei, ajutat de împrejurări și de o înclinație deosebită pentru studii, a mers mai departe. Primele cunoștințe de școală le primește de la un bătrân grănicer, Dănilă Doboș, din Valea-Rodnei.
În anul 1825 a fost primit ca elev la școala normală săsească din Bistrița, iar peste câțiva ani a trecut la liceul piariștilor, din același oraș, făcându-se remarcat printre elevii cei mai buni. În 1832 s-a mutat la Blaj, unde a fost ajutat de profesorul Nicolae Marin și unde a studiat doi ani filosofia, apoi teologia la Academia Greco-Catolică din Blaj. Acolo l-a avut coleg de studenție, cu câțiva ani mai mare, pe George Barițiu, organizatorul unei echipe teatrale, care dădea spectacole de teatru în limba română. Cu Barițiu l-a legat o prietenie adâncă, prelungită apoi de-a lungul multor ani la Brașov.
Mediul cultural al Blajului, unde, pe lângă spectacolele stângace date de diletanți, un Timotei Cipariu, de pildă, scria versuri (Egloga, scrisă la 1832 și reprezentată la un spectacol în anul următor), va înrâuri pe fiul morarului din Bistrița, stimulându-l pe calea lecturii și a scrisului. Când George Barițiu a părăsit Blajul, preluând conducerea școlii române din Brașov, în anul 1837, s-a gândit să-l aducă de la Blaj și pe Mureșanu. Întrucât poetul era încă student în ultimul an, Barițiu i-a obținut dispensa de a intra în învățământ fără a-și fi terminat studiile. Astfel că în anul 1838 Mureșanu s-a stabilit la Brașov, ca institutor la școala română condusă de Barițiu. Peste doi ani, în 1840, trece ca profesor la gimnaziul românesc, în care calitate funcționează până în anul 1849. Paralel a început să colaboreze la gazetele lui Barițiu, Gazeta de Transilvania și Foaie pentru minte, inimă și literatură, cu poezii și articole. În acest timp are prilej să cunoască o seamă de poeți din Principate, pe Grigore Alexandrescu, Ion Heliade-Rădulescu, Cezar Bolliac, mai târziu pe Dimitrie Bolintineanu și Vasile Alecsandri, care obișnuiau să vină vara la băi la Vâlcele, nu departe de Brașov. Acest contact cu poeți deja consacrați va stimula începuturile literare ale bardului ardelean și va influența în mod vizibil creația sa poetică.
Poezia sa e din ce în ce mai combativă, mai legată de frământările sociale ale poporului. La 1848 e printre fruntașii revoluției. Cu acest prilej scrie Răsunetul, care devine marșul revoluționarilor români din Transilvania. În 1849, după înfrângerea revoluției, poetul trece în Muntenia, împreună cu Barițiu. Aici a fost luat prizonier de armata țaristă și dus până în nordul Moldovei. La întoarcere s-a stabilit ca funcționar la Sibiu: "concepist guvernial" și translator de limba română la Buletinul oficial al guvernului. Aici colaborează la ziarul local Telegraful român, cu poezii și cu un ciclu de articole, nesemnate ("Artile sau măiestriile cele frumoase", "Românul și poezia lui", "Românul în privința muzicei", "Românul în privința picturei", "Măiestria tiparului"), care urmăreau inițierea publicului cititor în diferite ramuri ale artei. Poetul suportă greu munca de conțopist. Câțiva ani el închină ode măgulitoare împăratului austro-ungar și guvernatorului Transilvaniei. Treptat se însingurează. Rândurile scrise la 1855 fostului său profesor Simion Bărnuțiu, care-i propunea să vina la Iași, unde-i făcuse rost de o catedră, sunt ale unui decepționat:
„Domnul meu - spunea el - chemarea mea ar fi să mă cuprind cu Pegasul, aspirînd la Olimp, și ca să o pot face aceasta bine, aveam trebuință de câteva peregrinajuri pe la pământul cel clasic, iar nu să vând participii, sau, mai rău, să traduc guvernului meu hârtii ciocoiești, pe care consorții mei nu le vor, sau nu le pot descifra.”
Poetul continuă să scrie poezii patriotice, cu caracter social protestatar. În ultimii ani ai vieții a tradus Nopțile lui Young, precum și o buna parte a Analelor lui Tacit. Cu ani în urmă scrisese și o gramatică românească în limba germană. Manuscrisele acestor lucrări nepublicate nu s-au păstrat. La 1861 e pensionat, dar pensia dată de guvernul cezaro-crăiesc al Transilvaniei nu-i ajunge să-și întrețină familia. La 1862 își tipărește în volum poeziile. Volumul cuprindea cea mai mare parte a poeziilor originale publicate de autor în presă, precum și o parte din traduceri. Vânzarea cărții i-ar fi adus, pe lângă o reconfortare morală, o oarecare înviorare în bugetul familiei. Dar cărțile se vând greu. Iacob Mureșianu face apeluri insistente către publicul român, în Gazeta Transilvaniei, de a-l ajuta pe poetul aflat în mizerie și bolnav, cumpărându-i poeziile. Societatea "Astra" îi acordă lui Mureșanu un premiu de 50 de galbeni.
După un an, în noaptea de 11 spre 12 octombrie, poetul a decedat la Brașov, în sărăcie, "în urma unui morb nervos îndelungat", cum se menționa în anunțul mortuar publicat în Gazeta Transilvaniei, lăsând în urmă un băiat, pe nume Gheorghe, elev în clasa a VII-a la gimnaziu, o fetiță de 11 luni, Eleonora, și pe soția sa Suzana. Înmormântarea sa a pricinuit un protest al enoriașilor Bisericii „Sf. Treime” de pe Tocile, pe motiv că în cimitirul parohial ortodox nu și-ar avea locul un credincios unit (greco-catolic). În favoarea înhumării lui Andrei Mureșanu în cimitirul Bisericii de pe Tocile a intervenit însuși mitropolitul Andrei Șaguna, cu îndemnul: „Proștilor, ce mai întrebați, îngropați-l și tacă-vă gura.” Cuvântările funebre au fost rostite de preotul unit Ioan V. Rusu și de Iacob Mureșianu.

## Tabel cronologic
1825
- Este primit la Școala normală săsească din Bistrița, apoi la liceul piariștilor din același oraș.

1832
- Merge la Blaj, unde studiază doi ani filozofia, apoi teologia, avându-i profesori pe Timotei Cipariu și George Barițiu, coleg mai vârstnic și care îi va deveni prieten apropriat. Echipele teatrale organizate de George Barițiu și producțiile literare ale lui Timotei Cipariu îl înrâuresc pe tânărul student, stimulându-l pe calea lecturii și a scrisului.

1838
- Merge la Brașov ca institutor la Școala Română de aici, chemat de George Barițiu care era directorul școlii. Trece apoi profesor la Gimnaziul Romano-Catolic din Brașov, unde preda și vărul său, publicistul Iacob Mureșianu.

1839
- Începe să colaboreze la revistele lui George Barițiu: Foaie pentru minte, inimă și literatură și Gazeta de Transilvania cu poezii și articole. Debutul îl face cu poezia Fetița și păsărica. Semnează uneori cu pseudonime: Serețeanu; Urziceanu, dar mai ales Eremitul din Carpați. Publică și traduceri, prelucrări și adoptări după autorii întâlniți în revistele străine.

iulie 1843

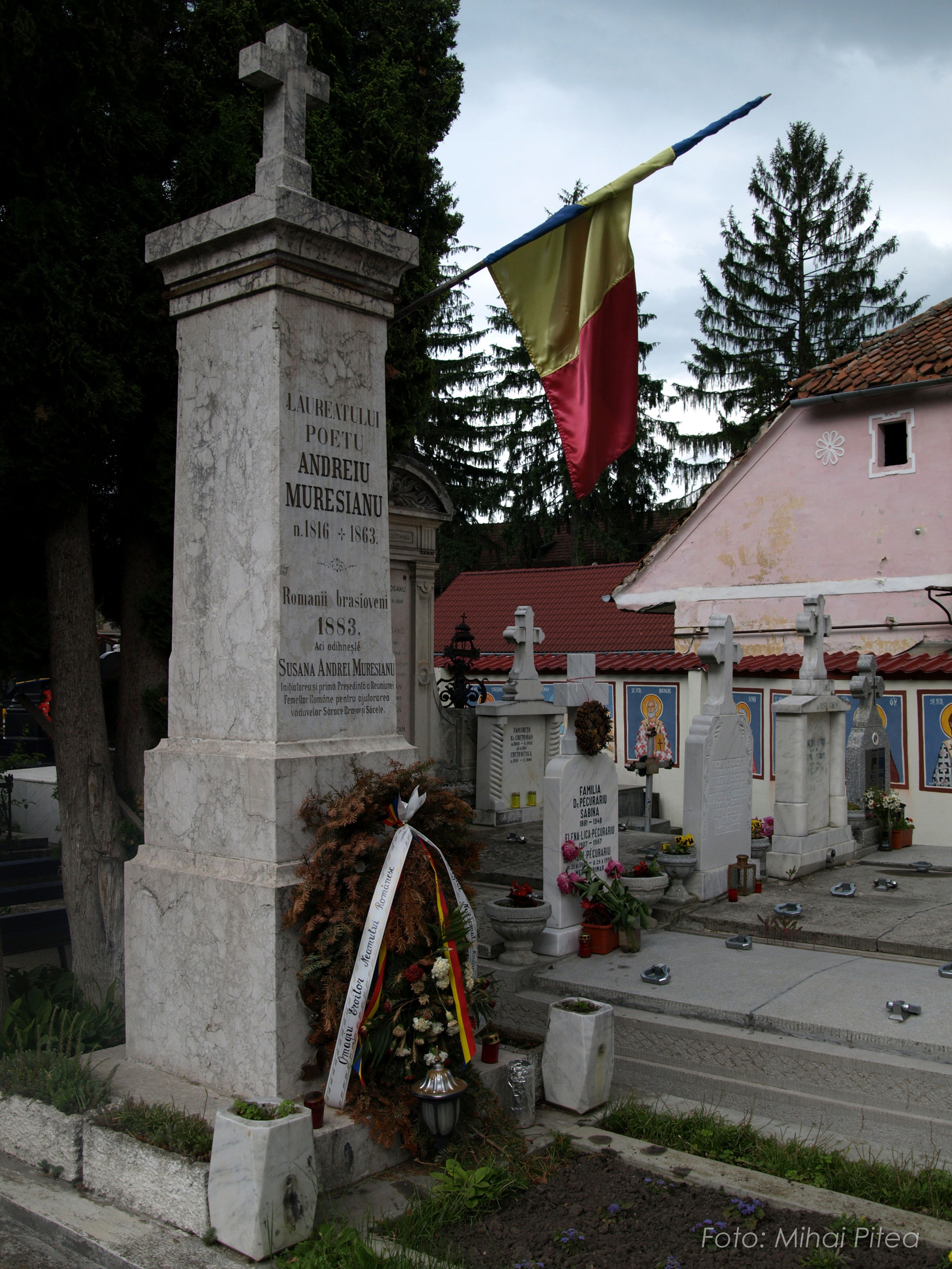
Mormântul lui Andrei Mureșanu. Municipiul Brașov.

- În Foaie pentru minte, inimă și literatură publică poezia Glasul unui român.

iunie 1844
- În aceeași revistă publică articolul Câteva reflexii asupra poeziei noastre, urmat (în noiembrie) de Duplică (Asupra poeziei), unele dintre primele contribuții de teorie literară.

1845
- În aceeași revistă publică poeziile O privire peste lume și Un suspin, precum și articolul Proprietate (avere, moșie). La Brașov, Andrei Mureșanu are prilejul de a cunoaște pe cei mai importanți poeți din Muntenia și Moldova: Ion Heliade Rădulescu; Grigore Alexandrescu; Dimitrie Bolintineanu; Cezar Bolliac; Vasile Alecsandri, care veneau vara la băi la Vâlcele, lângă Brașov.

1847
- În aceeași revistă publică poezia La muza mea.

1848
- Andrei Mureșanu este printre fruntașii revoluției române din Transilvania.
- iulie 1848 - În toiul revoluției, scrie și publică în Foaie pentru minte, Inimă și literatură, imnul care îl va face celebru: Un Răsunet (cunoscut sub numele Deșteaptă-te, române), care devine marșul revoluționarilor români din Transilvania, iar după 1989 - imnul de stat al României.

1849
- După înfrângerea revoluției, din Transilvania, Andrei Mureșanu trece Carpații în Muntenia, împreună cu George Barițiu; sunt luați prizonieri de armata țaristă (rusă) și duși în nordul Moldovei. Eliberat, Andrei Mureșanu se stabilește la Sibiu ca funcționar: Concepist Guvernial și translator de limba română la Buletinul Oficial al guvernului. La Sibiu colaborează cu poezii și articole la ziarul local Telegraful Român.

1850
- Publică în Foaie pentru minte, inimă și lieratură, poeziile Un devotament familiei Hurmuzachi și Vers funeral, tipărit în volumul din 1862 sub titlul Cătră martiri români din 1848-49.

1853
- În Telegraful român, publică articolele: "Arțile sau măiestriile cele frumoase", "Românul și poezia lui", "Românul în privința muzicei", "Românul în privința picturei (zugrăvirei)".

1854
- În Foaie pentru minte, inimă și literatură, publică poeziile: Trei monumente la Buzău, Focșsani și Iași; Locul fericirii; Anul Nou 1855; Moldova la anul 1855; Fanariotul și darea; Cugetări I: Mintea; Cugetări II: Lumina și adevărul; Cuvântul unui peregrin - toate semnate Eremitul din Carpați. În Telegraful român publică articolul Măiestria tipariului.

1862
- La Brașov îi apare unicul său volum de versuri: Din poeziele lui Andreiu Murășanu, premiat de ASTRA (Asociația Românilor din Transilvania) cu 50 de galbeni.